# IC 3996
IC 3996 је појединачна звијезда у сазвјежђу Ловачки пси која се налази на листи објеката дубоког неба у Индекс каталогу.
Деклинација објекта је + 40° 28' 2" а ректасцензија 12h 59m 31,5s.